# Corcelles-les-Arts
 Corcelles-les-Arts  là một xã ở tỉnh Côte-d’Or trong vùng Bourgogne-Franche-Comté, phía đông nước Pháp. Khu vực này có độ cao từ 195-221 mét trên mực nước biển.